# Saint-Florent (Loiret)
Saint-Florent (auch: Saint-Florent-le-Jeune) ist eine französische Gemeinde mit 445 Einwohnern (Stand: 1. Januar 2022) im Département Loiret in der Region Centre-Val de Loire. Die Gemeinde gehört zum Arrondissement Orléans und ist Teil des Kantons Sully-sur-Loire. Die Einwohner werden Saint-Florentais genannt.

## Geographie
Saint-Florent liegt etwa 48 Kilometer ostsüdöstlich von Orléans in der Sologne. Umgeben wird Saint-Florent von den Nachbargemeinden Lion-en-Sullias im Norden, Saint-Gondon im Osten, Coullons im Süden und Südosten, Cerdon im Süden und Südwesten, Villemurlin im Westen sowie Saint-Aignan-le-Jaillard im Nordwesten.

## Bevölkerungsentwicklung
| 1962                       | 1968 | 1975 | 1982 | 1990 | 1999 | 2006 | 2018 |
| -------------------------- | ---- | ---- | ---- | ---- | ---- | ---- | ---- |
| 353                        | 357  | 355  | 390  | 450  | 415  | 460  | 455  |
| Quellen: Cassini und INSEE |      |      |      |      |      |      |      |

## Sehenswürdigkeiten

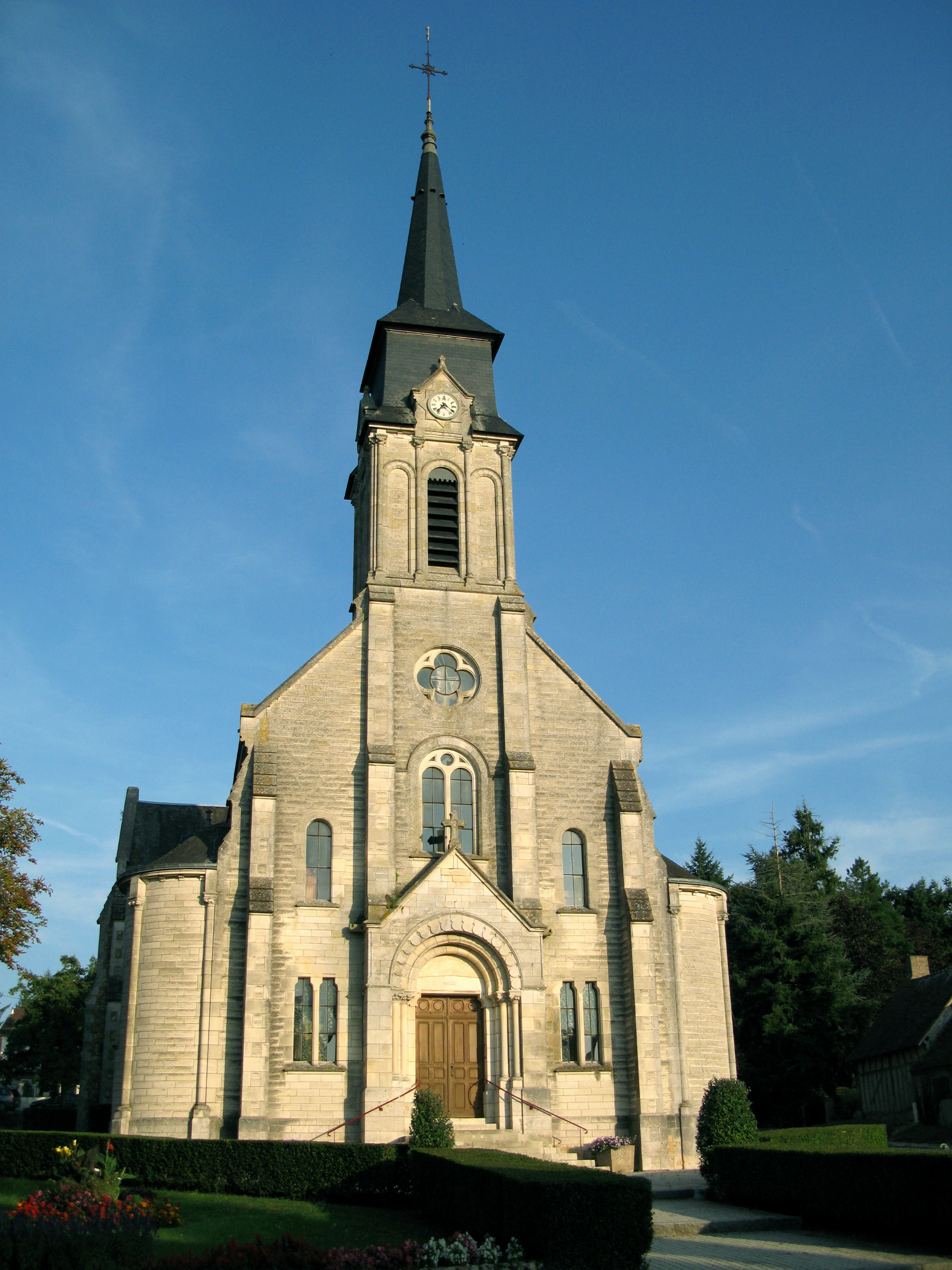
Kirche Saint-Florent

- Kirche Saint-Florent